# Seán Power
Seán Power (né le 14 octobre 1960) est un homme politique irlandais du Fianna Fáil. Il est Teachta Dála (TD) pour la circonscription de Kildare Sud.

## Biographie
Sean Power est né à Caragh, près de Naas dans le comté de Kildare et fait ses études localement à la Christian Brothers School de Naas. Son père Paddy Power est député, député européen et ministre. Son frère, JJ Power, est un ancien membre du Parti Vert du conseil du comté de Kildare.
Il est élu pour la première fois au Dáil Éireann aux élections générales de 1989, en tant que député du Fianna Fáil pour la circonscription de Kildare, conservant le siège de son père. Il est réélu aux élections générales de 1992, 1997, 2002 et 2007. Il est membre du conseil du comté de Kildare de 1999 à 2004.
En 1991, Power est un membre clé du soi-disant « gang des quatre » qui propose une motion de censure contre le Taoiseach et le chef de son parti, Charles Haughey. Cet incident conduit à la première candidature d'Albert Reynolds à la direction du parti et à la démission de Haughey en 1992. Lorsque Reynolds devient finalement Taoiseach, Power est nommé whip en chef adjoint. Il est membre des commissions mixtes sur les affaires européennes et sur l'environnement et le gouvernement local.
Lors du remaniement de Bertie Ahern en 2004, Power est nommé ministre d'État au ministère de la Santé et de l'Enfance, avec une responsabilité particulière pour la promotion de la santé. Après les élections générales de 2007, il est nommé ministre d'État au ministère de la Justice, de l'Égalité et de la Réforme législative, avec une responsabilité particulière pour l'égalité.
Le 13 mai 2008, peu après que Brian Cowen soit devenu Taoiseach, il est nommé ministre d'État au ministère des Communications, de l'Énergie et des Ressources naturelles, avec une responsabilité particulière pour la société de l'information et les ressources naturelles. Il occupe ce poste jusqu'en avril 2009, date à laquelle il est abandonné lors d'un remaniement où le nombre de ministres adjoints est réduit de 20 à 15.
Il perd son siège aux élections générales de 2011. Il est élu au conseil du comté de Kildare pour la région de Kildare – Newbridge en mai 2014. Il ne se représente pas aux élections locales de 2019.